# Onthophagus sumbavensis
Onthophagus sumbavensis är en skalbaggsart som beskrevs av Antoine Boucomont 1914. Onthophagus sumbavensis ingår i släktet Onthophagus och familjen bladhorningar. Inga underarter finns listade i Catalogue of Life.